# Вероника Чибо-Маласпина
Вероника Чи́бо-Маласпи́на (итал. Veronica Cybo-Malaspina; 10 декабря 1611, Масса, герцогство Масса — 10 сентября 1691, Рим, Папское государство) — аристократка из дома Чибо-Маласпина, урождённая принцесса Массы и Каррары, дочь  Карло I Чибо-Маласпина, князя Массы и маркграфа Каррары. Супруга Якопо Сальвиати; в замужестве — герцогиня Джулиано. В историю Флоренции XVII века вошла как заказчица жестокого убийства любовницы мужа.

## Биография

### Происхождение и брак
Принцесса Вероника родилась в Массе 10 декабря 1611 года, в семье Карло I Чибо-Маласпина, князя Массы и маркграфа Каррары и Бриджиды Спинола — аристократки, происходившей из генуэзского патрицианского рода, представители которого неоднократно становились дожами Генуи и занимали высокие посты в Римско-католической церкви.
По свидетельству современников, принцесса обладала надменным характером и посредственной внешностью. Однако богатство дома Чибо-Маласпина и стратегическое положение, которое занимали княжество Массы и маркграфство Каррары, граничившие с Великим герцогством Тосканы, стали причинами, по которым на неё обратила своё внимание великая герцогиня Мария Магдалина, вдова великого герцога Козимо II из дома Медичи. В возрасте пятнадцати лет принцесса Вероника была просватана ею за Якопо Сальвиати (1607 — 1672), флорентийского дворянина, владевшего поместьями с титулом маркиза в Папском государстве.
Брачный контракт между двумя семьями был заключен 10 апреля 1627 года. Церемония бракосочетания прошла в Массе во время карнавала 1628 года и запомнилась современникам богатыми подарками, которые жених преподнёс невесте. Ещё одним подарком молодожёнам от римского папы Урбана VIII стало присвоение Якопо Сальвиати титула герцога Джулиано. В браке у супругов родились трое детей. Известно имя одного из них — Франческо Марии (29.12.1629 — 1698), 2-го герцога Джулиано.

### Убийство любовницы мужа

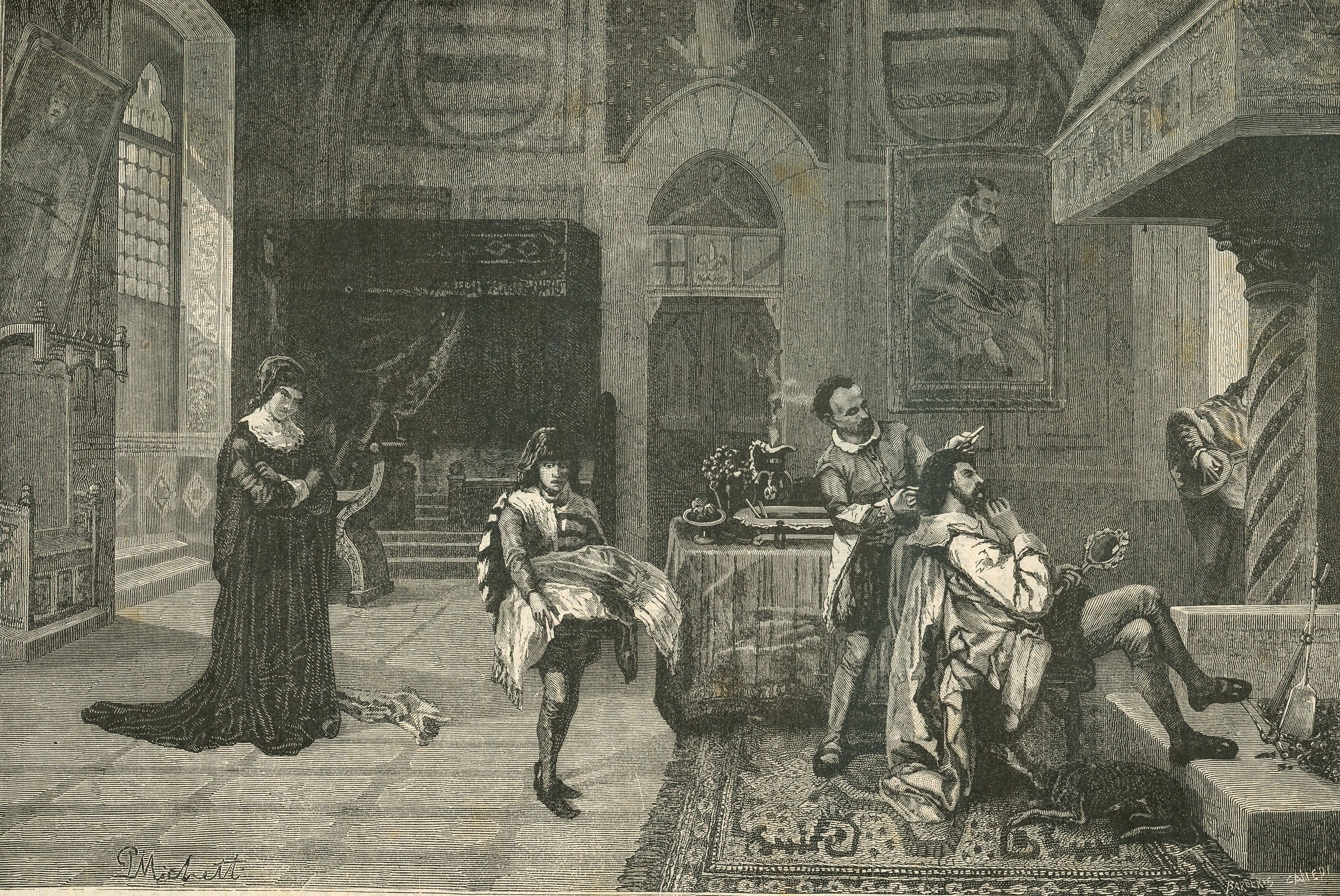
«Вероника Чибо приносит мужу голову его любовницы» (1884). Ксилография работы Альтамура, Франческо Саверио

После свадьбы, супруги переехали во Флоренцию, где поселились во дворце Сальвиати. Однако их семейная жизнь не задалась с самого начала. Вероника была страшной ревнивицей, а Якопо постоянно давал жене поводы для ревности, вступая в краткосрочные отношения с другими женщинами. Наконец, он сошёлся с красавицей Катериной Каначчи, которая, оставив детей и старого мужа, жила одна. Якопо полюбил Катерину, и вскоре их отношения стали достоянием общественности. По преданию, узнав об измене мужа, Вероника встретила Катерину в церкви и публично пригрозила ей «жестокой местью», если та не откажется от порочной связи с её супругом. Однако любовница не только ответила Веронике отказом, но не постеснялась ей угрожать. Оскорблённая герцогиня связалась с Бартоломео и Франческо Каначчи, приемными детьми Катерины от предыдущего брака её супруга Джустино Каначчи. Вероника пробудила в них желание отомстить за честь отца и семьи, поруганную прелюбодеянием мачехи.
Вечером 31 декабря 1633 года группа убийц, специально прибывшая из Массы, пробралась в дом на улице Пилястри, в котором жила Катерина. Последняя уже несколько месяцев была беременна от герцога. Её жестоко убили вместе со служанкой. Растерзанные тела женщин бросили частью в колодец, частью в реку Арно, а голову Катерины, отделенную от тела, передали Веронике в качестве доказательства содеянного. Герцогиня приказала доставить её мужу в корзине, накрытой льняной тканью.
Начавшееся расследование вскоре привело к аресту всех взрослых членов семьи Каначчи. Они были посажены в тюрьму и находились под стражей длительное время, пока под пытками Бартоломео Каначчи не сознался в совершении убийства, взяв всю вину на себя. Он был публично обезглавлен, но не за воротами Креста, где проходили казни во Флоренции, а, по просьбе одной из младших дочерей великого герцога, у ворот тюрьмы Барджелло, избежав прохода на эшафот. Его младший брат, Франческо Каначчи, хоть и не сознался под пытками в преступлении, был приговорён к заключению за пределами Флоренции. Однако ему разрешили остаться в городе под домашним арестом, чтобы излечиться от последствий перенесённых пыток, а в следующем году помиловали. Остальные члены семьи Каначчи были освобождены из-за отсутствия улик, но все они были вынуждены оплатить дорогие судебные издержки.

### Поздние годы
Имя герцогини ни разу не упоминалось во время суда, однако муж отказался принять её обратно в дом. Веронике пришлось переехать на виллу Сан-Чербоне, принадлежавшую роду Сальвиати, недалеко от Фильине. Затем она покинула пределы Флоренции и поселилась во дворце Сальвиати в Риме, где ей был оказан подчёркнуто почтительный приём посланником Великого герцогства Тосканы в Папском государстве. По одним данным, супруги вскоре помирились и снова жили вместе, о чём свидетельствует письмо кардинала Альдерано Чибо, брата Вероники, от 28 марта 1641 года. По другим, Вероника вела активную переписку с родственниками и вернулась в Массу. Она посвятила свою жизнь делам  милосердия. Известно, что в 1659 году врач Джузеппе Гислиери подарил ей реликварий из золота и хрусталя с частицами святых мощей мучеников.
Герцогиня умерла в Риме 10 сентября 1691 года в фамильном дворце спустя несколько часов после того, как составила завещание. Её останки были погребены в семейной усыпальнице в базилике Святой Марии над Минервой.

## В культуре
Убийство Вероникой Чибо любовницы мужа послужило основой для создания многочисленных произведений итальянской литературы XIX века, в которых симпатии авторов были на стороне жертвы, а не убийцы. Самым известным в этом ряду стал исторический роман «Вероника Чибо, герцогиня Сан-Джулиано» Франческо Доменико Гверрацци, изданный в 1837 году и в том же веке переведённый на французский и немецкий языки. Историческому событию посвящены драматические произведения «Покаяние Вероники Чибо» (1864) Винченцо Беллагамби и «Вероника Чибо» Ифиджении Дзаули-Сайрани, оперы «Вероника Чибо, герцогиня Сан-Джулиано» (1866) Джованни Батиста Мейнерса на либретто Джованни Перуццини и «Вероника Чибо» (1858) Акилле Граффинья на либретто Джованни Перуццини и Марко Марчельяно Марчелло. В 1910 году Марио Казерини снял фильм «Вероника Чибо» по одноименной трагедии Риккардо Оливьери.
По преданию, призрак Вероники Чибо бродит по вилле Сан-Чербоне, на территории которой в настоящее время находится госпиталь Серристори. Во внутреннем дворике виллы в память о герцогине установлена мраморная доска.

### Книги
- Atti della Reale Accademia delle scienze di Torino: Classe di scienze fisiche, matematiche e naturali :  [итал.]. — Torino : Libereria Fratelli Bocca, 1922. — Vol. LVII.
- Bernardini Al.[итал.], Martinelli V.[итал.]. Il cinema muto italiano :  [итал.]. — Torino : Nuova ERI, 1996. — 483 p. — ISBN 8-8397-0914-2.
- Masetti Zannini G. L. Due Alberi Genealogici // Marfisa da Este Cybo: La vera storia della Principessa Estense. :  [итал.]. — Ferrara : Tiemme Edizioni Digitali, 2020. — 254 p. — ISBN 978-8-83-538781-7.
- Storie dei municipj italiani, illustrate con documenti inediti, notizie bibliografiche e di belle arti :  [итал.] / Carlo Morbio. — Milano : Omobono Manini, 1838. — Vol. IV. — 128 p.
- Viani G. Memorie della famiglia Cybo e delle monete di Massa di Lunigiana :  [итал.]. — Pisa : Le Stampe Di Ranieri Prosperi, 1808. — 242 p.
- Vismara An. Bibliografia di F. D. Guerrazzi :  [итал.]. — Milano : Tip. Bernardoni di C. Rebeschini, 1880. — 36 p.

### Статьи
- Corazzini G. Od. La strage della Caterina Canacci :  [итал.] / Iodoco Del Badia // Miscellanea fiorentina di erudizione e storia. — Firenze, 1902. — Vol. II, № 24 (31 dicembre). — P. 177—186.
- Sforza G. Rassegna bibliografica :  [итал.] // Archivio Storico Italiano. — Firenze : Olschki, 1903. — Vol. XXXII, № 232. — P. 469—478. — (V). — JSTOR 44459506.